# 山下万喜
山下 万喜（やました かずき、1960年〈昭和35年〉8月2日 - ）は、日本の海上自衛官。第49代自衛艦隊司令官。

## 略歴
熊本県出身。1983年（昭和58年）3月、防衛大学校（第27期）を卒業後、海上自衛隊に入隊。護衛艦「まつゆき」艦長、第1護衛隊群司令、佐世保地方総監等を歴任。2016年（平成28年）12月20日の閣議において、自衛艦隊司令官に任命する旨の人事が了承・発令され、12月22日、第49代自衛艦隊司令官に就任した。2019年（平成31年）4月1日、退官

## 年譜
- 1983年（昭和58年）3月：防衛大学校第27期（電気工学）卒業、海上自衛隊入隊
- 1997年（平成09年）7月：2等海佐に昇任
- 1998年（平成10年）3月：護衛艦「せとぎり」砲雷長兼副長
- 1999年（平成11年）3月26日：護衛艦「まつゆき」艦長
- 2000年（平成12年）3月24日：海上幕僚監部防衛部運用課
- 2002年（平成14年）1月1日：1等海佐に昇任
- 2003年（平成15年）8月20日：海上幕僚監部防衛部防衛課業務計画班長兼海上自衛隊幹部学校勤務
- 2004年（平成16年）3月5日：海上幕僚監部防衛部防衛課防衛班長兼海上自衛隊幹部学校勤務
- 2005年（平成17年）8月1日：第3護衛隊司令
- 2006年（平成18年）7月31日：海上幕僚監部防衛部装備体系課長
- 2007年（平成19年）9月1日：海上幕僚監部人事教育部補任課長
- 2008年（平成20年）
  - 8月1日：海将補に昇任
  - 12月1日：第1護衛隊群司令
- 2010年（平成22年）8月20日：潜水艦隊司令部幕僚長
- 2011年（平成23年）8月5日：防衛大学校訓練部長
- 2012年（平成24年）7月26日：海上幕僚監部防衛部長
- 2014年（平成26年）8月5日：海将に昇任、海上自衛隊幹部学校長
- 2015年（平成27年）8月4日：第42代 佐世保地方総監
- 2016年（平成28年）12月22日：第49代 自衛艦隊司令官に就任
- 2019年（平成31年）4月1日：退官